# Islington (Terre-Neuve-et-Labrador)
Pour les articles homonymes, voir Islington.
Islington est une municipalité canadienne située sur l'île de Terre-Neuve dans la province de Terre-Neuve-et-Labrador. Elle est traversée par la route 80.